# Pieter Tanjé

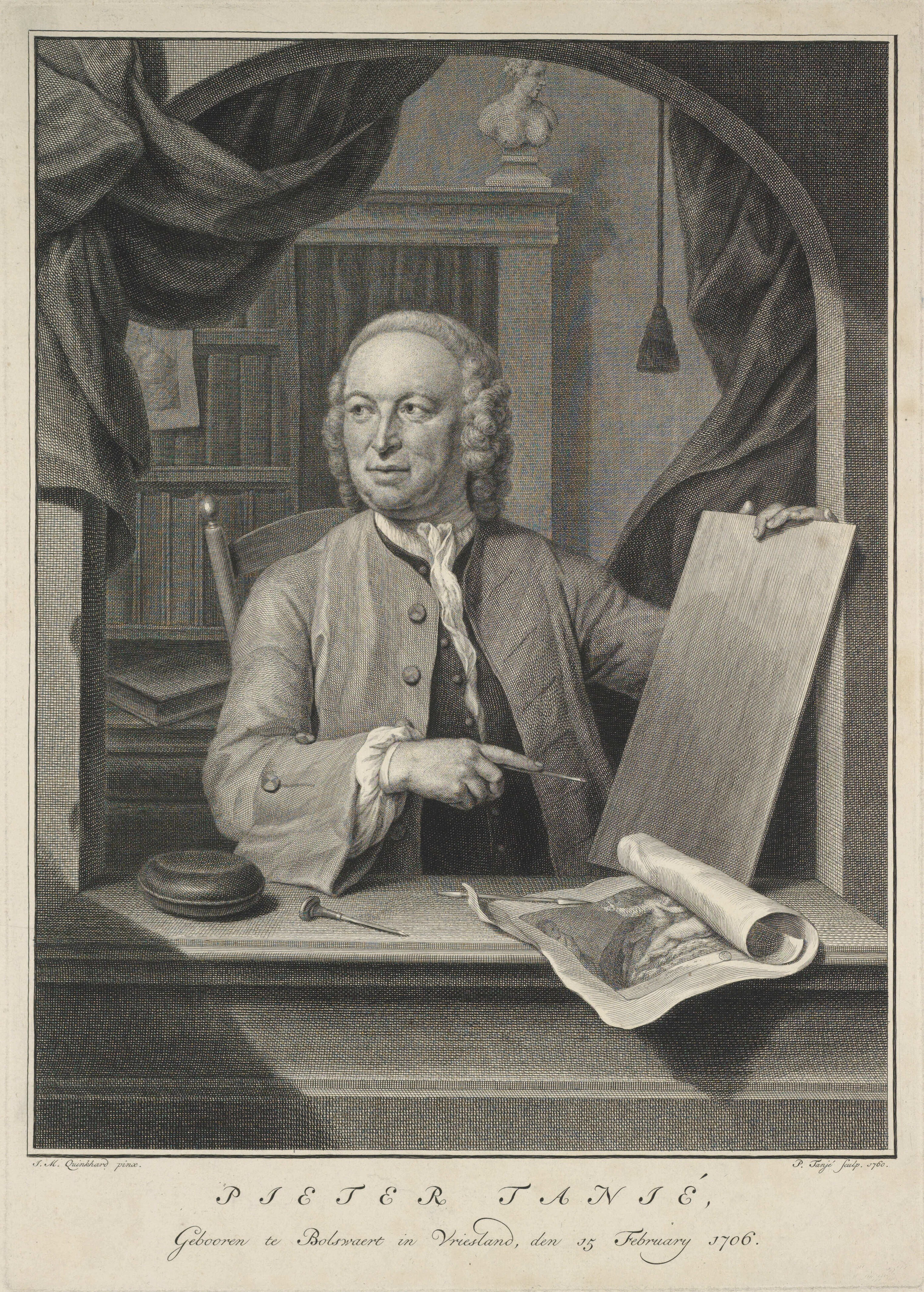
Pieter Tanjé, Selbstporträt (1760).

Pieter Tanjé (* 15. Februar 1706 in Bolsward (Friesland); † 29. Juni 1761 in Amsterdam) war ein holländischer Kupferstecher.

## Leben
Anfänglich war Pieter Tanjé Knecht eines Rangschiffers auf einer geregelten Schifffahrtsverbindung zwischen Bolsward (Friesland) und Amsterdam. Seine freie Zeit auf dem Schiff benutzte er zum kunstvollen Gravieren von Schnupftabakdosen. In Amsterdam machte er die Bekanntschaft mit Jacob Folkema, der in der Zeit bereits ein bekannter Kupferstecher war und ebenfalls aus Friesland kam. Die Kunstfertigkeit von Pieter Tanjé beim Gravieren von Tabakdosen war Anlass für Jacob Folkema, ihm zu empfehlen, sich an der Zeichenakademie der Stadt Amsterdam (später umbenannt in Koninklijke Akademie van Beeldende Kunsten) einzuschreiben. Im Alter von 24 Jahren wurde er dort Lehrling unter anderem von Bernard Picart, Jacobus Houbraken, Cornelis Troost und Jacob de Wit.

## Werk
Seine ersten größeren Arbeiten 1734 und 1737 waren zwei Platten nach Gemälden von Michele Rocca (1671–1751), der auch Parmegianini genannt wurde. Es handelte sich dabei um die Gemälde Flora auf Wolken von Genien umgeben und die Orgelspielende heilige Cäcilia. Anschließend arbeitete er viel für den Buchhandel, unter anderem fertigte er Kupferstiche für eine illustrierte Bibel des Buchverlegers Isaak Tirion und für den Thesaurus von Albert Seba. Als Vorlage für seine Kupferstiche benutzte Tanjé oft Zeichnungen von Louis Fabricius Dubourg. Tanjé lieferte auch zahlreiche Porträts von bekannten und berühmten Persönlichkeiten, darunter eines von Wilhelm I. von Oranien-Nassau. Auch stellte er Stiche von damals modernen Zeichnungen und Gemälden her, beispielsweise von Werken von Cornelis Troost. Im Auftrag der Gemäldegalerie Alte Meister in Dresden fertigte er acht Stiche von historischen Gemälden. Für das zweibändige biographische Buchwerk des Johan van Gool De nieuwe Schouburg der Nederlantsche Kunstschilders en Schilderessen stach er mehr als 100 Porträts von Kunstmalern, überwiegend nach Porträtzeichnungen von Aart Schouman. Seine letzte Arbeit war das Familienbildnis des Baron von Erlach, welches er nicht mehr vollenden konnte.

## Galerie
Einige Kupferstiche von Pieter Tanjé aus der Sammlung von Carl Heinrich von Heineken, die im Kupferstichkabinett der Gemäldegalerie Alte Meister in Dresden zu sehen sind:

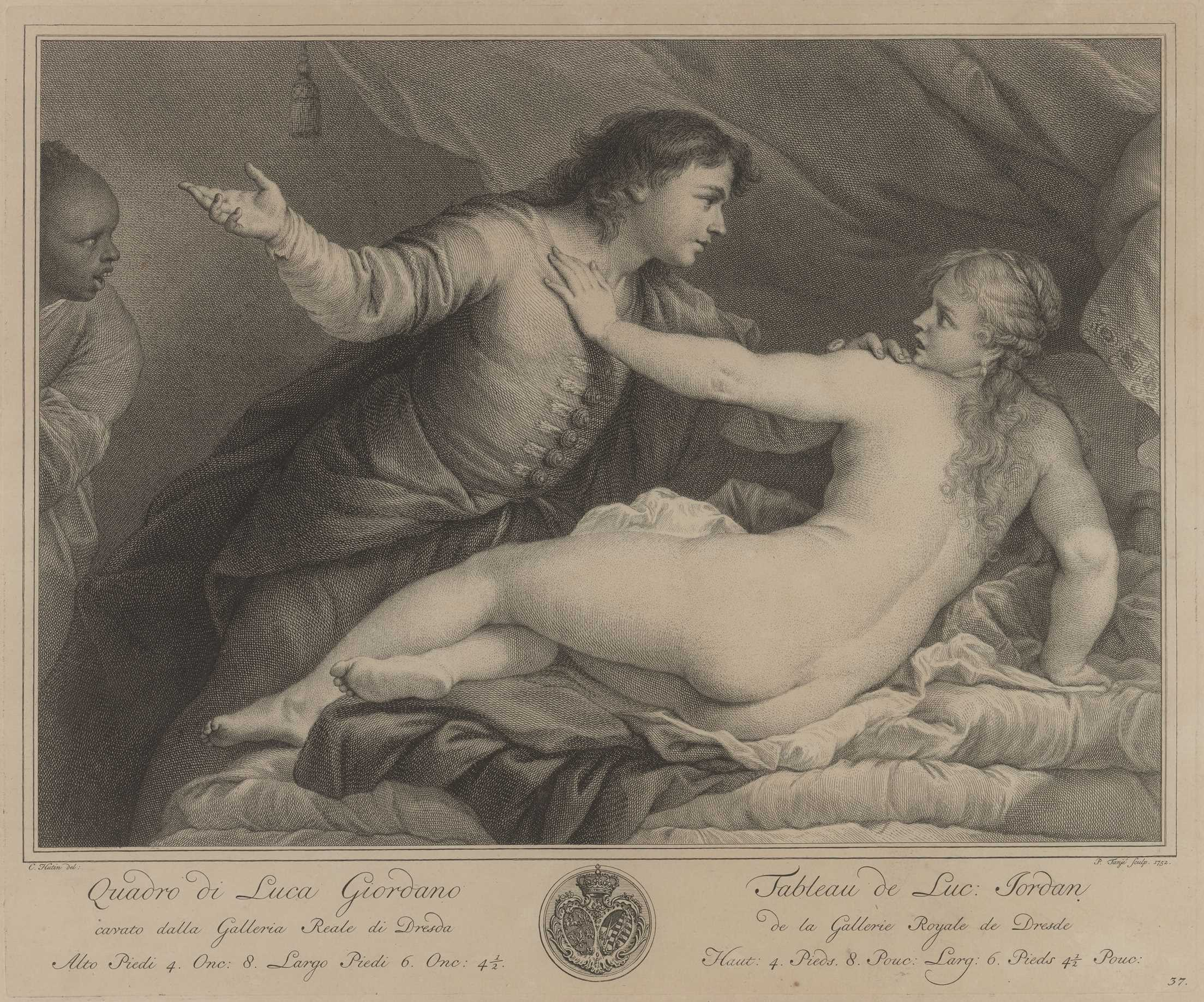
Kupferstich nach Lucretia und Tarquinius von Luca Giordano
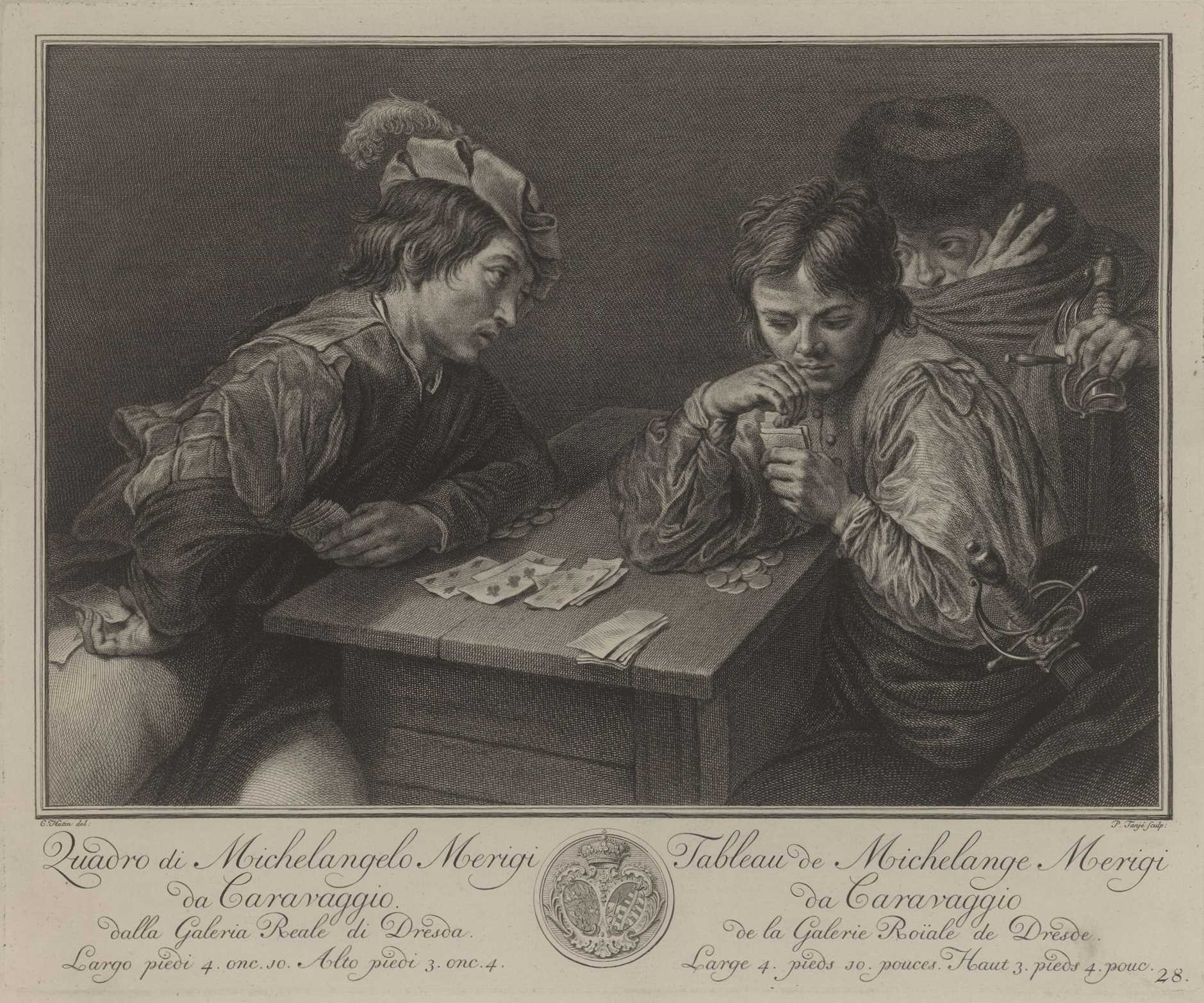
Kupferstich nach Die Falschspieler von Valentin de Boulogne
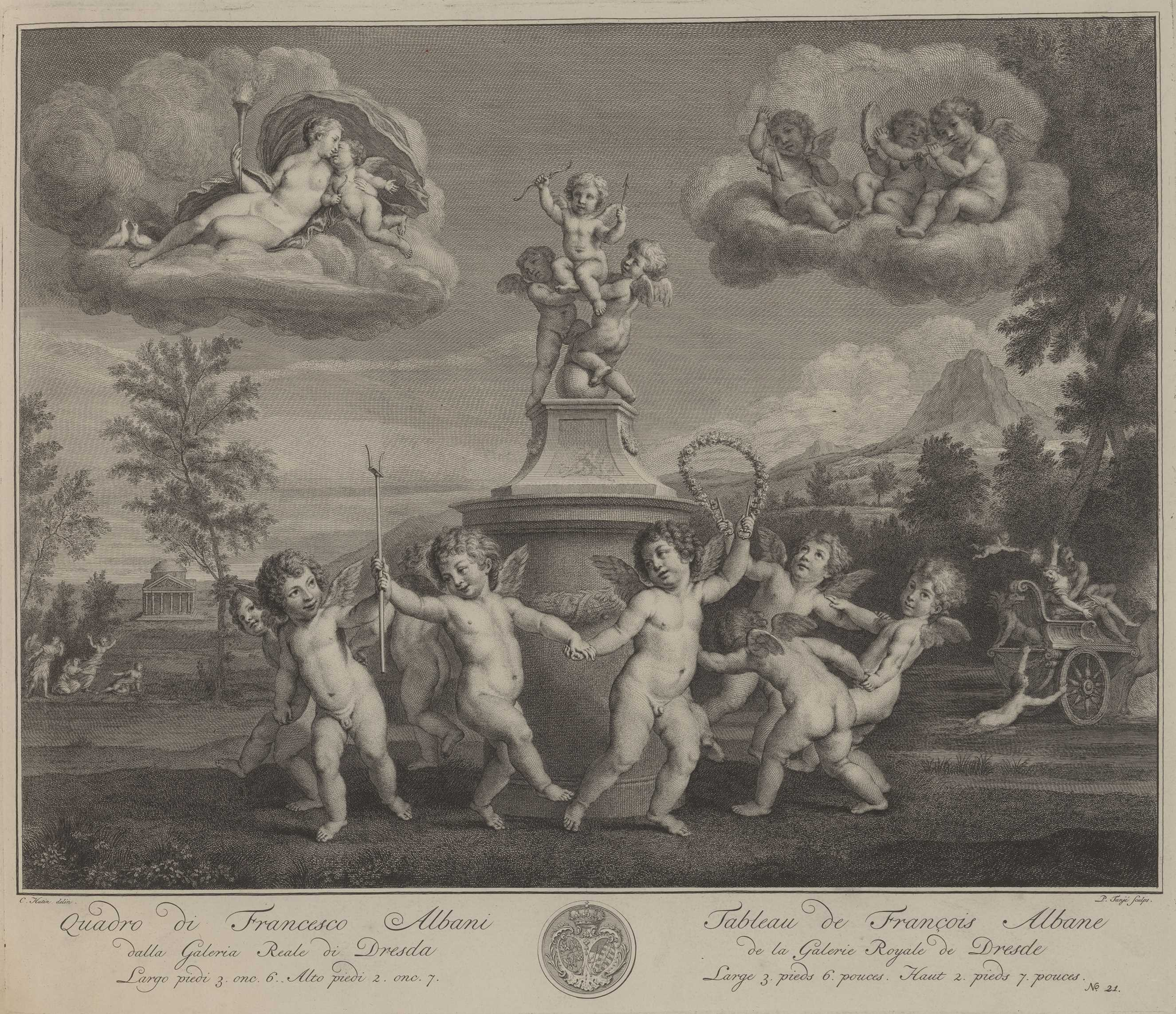
Kupferstich nach Amorettentanz von Francesco Albani